# Folsomia alpha
Folsomia alpha är en urinsektsart som beskrevs av Christiansen och Tucker 1977. Folsomia alpha ingår i släktet Folsomia och familjen Isotomidae. Inga underarter finns listade i Catalogue of Life.